# Vasvári Pál utcai zsinagóga
A Vasvári Pál utcai zsinagóga egy kisebb méretű zsidó vallási épület Budapest VI. kerületében.

## Címe
- 1061 Budapest, Vasvári Pál u. 5.

## Története
A pesti városrész legrégebbi ortodox zsinagógája 1886-ban, más források szerint 1887-ben épült Fellner Sándor tervei alapján historizáló neogót-neoreneszánsz stílusban, egyesek korai szecessziós elemeket is felfedezni vélnek rajta.
A kis méretű épület a Vasvári utca felől nem látható, mert már építése idején földszintes, később nagyobb házak épültek köréje. A létesítmény az 1990-es években felújításra került.
A zsinagóga, amelyben a háború előtt is jesiva működött, ad otthont a Pesti Jesivának, amelyik Magyarország első és máig egyetlen hagyományos Talmudi főiskolája a rendszerváltás óta. A zsinagóga élén a magyarországi chábád mozgalom vezetője, Oberlander Báruch rabbi áll.

## További irodalom
- https://mazsihisz.hu/mazsihisz/zsinagogaink/budapest/budapesti-zsinagogak
- https://www.szombat.org/hirek-lapszemle/a-mazsihisz-es-az-emih-megallapodott-a-vasvari-utcai-zsinagogarol
- https://epiteszforum.hu/egy-nagyszeru-historista-fellner-sandor
- P. Brestyánszky Ilona: Budapest zsinagógái, Ciceró Könyvkiadó, Budapest, 1999, ISBN 963-539-251-6, 100-101. o.